# Campeonato de Primera División 1927 (Argentina)
El Campeonato de Primera División 1927, llamado oficialmente Copa Campeonato 1927, fue el cuadragésimo séptimo torneo de la Primera División del fútbol argentino, llamada por entonces Primera División - Sección A, y fue el primer torneo organizado por la Asociación Amateurs Argentina de Football, resultado de la unión de las dos ligas preexistentes, la oficial Asociación Argentina de Football y la disidente Asociación Amateurs de Football. Para su conformación se mantuvieran los 26 equipos que disputaron el Campeonato de Primera División 1926 de la Asociación Amateurs, y solo 7 provenientes de la Copa Campeonato 1926 de la Asociación Argentina. También fue reincorporado Sportivo Barracas, que había sido desafiliado de la AAF durante la temporada anterior.
Se jugó en una sola rueda de todos contra todos, dado el alto número de participantes. Su disputa se extendió entre el 19 de marzo de ese año y el 12 de febrero de 1928, cuando se jugó el partido que consagró al ganador del certamen. No obstante, el desempate por el 30.º puesto se dirimió el 8 de abril.
El torneo tuvo una definición atípica, ya que al 31 de diciembre ocupaba el primer puesto el Club Atlético Boca Juniors, que había completado su participación con un triunfo por 2 a 1 en su visita al Club Atlético San Lorenzo de Almagro, mientras este último equipo, a la postre campeón, tenía seis partidos pendientes, por haber sido suspendidos en su momento. La consagración llegó al ganar consecutivamente los cinco finales, el último frente al Club Atlético Barracas Central en el encuentro postergado de la 25.ª fecha, por 3 a 1 en el estadio de Ferro Carril Oeste, con lo que consiguió un punto de diferencia sobre su escolta.
No se produjeron descensos, ya que la reglamentación establecía que los 19 equipos que estaban en Primera División en el momento de producirse el cisma de 1919, a los que se agregó al Club Atlético Vélez Sarsfield, considerado fundador de la ex-Asociación Amateurs de Football, solo descenderían en la segunda oportunidad consecutiva en que ocuparan uno de los puestos de descenso, que para este torneo eran los cuatro últimos de la tabla final.

## Ascensos y descensos
| Equipo promovido  |
| ----------------- |
| Sportivo Barracas |

| Pos  | Equipos relegados en la temporada 1926 |
| ---- | -------------------------------------- |
| 4.º  | Sportivo Balcarce                      |
| 5.º  | Palermo                                |
| 6.º  | Argentino de Banfield                  |
| 10.º | Boca Alumni                            |
| 11.º | Sportsman                              |
| 12.º | Alvear                                 |
| 13.º | Universal                              |
| 14.º | General San Martín                     |
| 15.º | Sportivo Dock Sud                      |
| 16.º | Del Plata                              |
| 17.º | Progresista                            |

Con la suma de los equipos incorporados de la AAmF y la AAF, los participantes llegaron a 34.

## Equipos
| Equipo                 | Ciudad               | Procedencia          |
| ---------------------- | -------------------- | -------------------- |
| Almagro                | Buenos Aires         | Asociación Amateurs  |
| Argentino del Sud      | Avellaneda           | Asociación Amateurs  |
| Argentino de Quilmes   | Quilmes              | Asociación Argentina |
| Argentinos Juniors     | Buenos Aires         | Asociación Argentina |
| Atlanta                | Buenos Aires         | Asociación Amateurs  |
| Banfield               | Banfield             | Asociación Amateurs  |
| Barracas Central       | Buenos Aires         | Asociación Amateurs  |
| Boca Juniors           | Buenos Aires         | Asociación Argentina |
| Chacarita Juniors      | Buenos Aires         | Asociación Argentina |
| Defensores de Belgrano | Buenos Aires         | Asociación Amateurs  |
| Estudiantes            | Buenos Aires         | Asociación Amateurs  |
| Estudiantes            | La Plata             | Asociación Amateurs  |
| Estudiantil Porteño    | Buenos Aires         | Asociación Amateurs  |
| Excursionistas         | Buenos Aires         | Asociación Amateurs  |
| Ferro Carril Oeste     | Buenos Aires         | Asociación Amateurs  |
| Gimnasia y Esgrima     | La Plata             | Asociación Amateurs  |
| Huracán                | Buenos Aires         | Asociación Argentina |
| Independiente          | Avellaneda           | Asociación Amateurs  |
| Lanús                  | Lanús                | Asociación Amateurs  |
| Liberal Argentino      | Buenos Aires         | Asociación Amateurs  |
| Platense               | Buenos Aires         | Asociación Amateurs  |
| Porteño                | Buenos Aires         | Asociación Argentina |
| Quilmes                | Quilmes              | Asociación Amateurs  |
| Racing Club            | Avellaneda           | Asociación Amateurs  |
| River Plate            | Buenos Aires         | Asociación Amateurs  |
| San Fernando           | San Fernando         | Asociación Argentina |
| San Isidro             | San Isidro           | Asociación Amateurs  |
| San Lorenzo            | Buenos Aires         | Asociación Amateurs  |
| Sportivo Barracas      | Buenos Aires         | Asociación Amateurs  |
| Sportivo Buenos Aires  | Buenos Aires         | Asociación Amateurs  |
| Sportivo Palermo       | Buenos Aires         | Asociación Amateurs  |
| Talleres               | Remedios de Escalada | Asociación Amateurs  |
| Tigre                  | Victoria             | Asociación Amateurs  |
| Vélez Sarsfield        | Buenos Aires         | Asociación Amateurs  |

## Tabla de posiciones final
| Pos  | Equipo                  | Pts | PJ | G  | E  | P  | GF | GC | Dif |
| ---- | ----------------------- | --- | -- | -- | -- | -- | -- | -- | --- |
| 1.º  | San Lorenzo             | 57  | 33 | 26 | 5  | 2  | 86 | 26 | 60  |
| 2.º  | Boca Juniors            | 56  | 33 | 25 | 6  | 2  | 79 | 22 | 57  |
| 3.º  | Lanús                   | 50  | 33 | 22 | 6  | 5  | 52 | 25 | 27  |
| 4.º  | Ferro Carril Oeste      | 47  | 33 | 19 | 9  | 5  | 58 | 36 | 22  |
| 5.º  | Huracán                 | 44  | 33 | 18 | 8  | 7  | 58 | 28 | 30  |
| 6.º  | Independiente           | 44  | 33 | 20 | 4  | 9  | 65 | 39 | 26  |
| 7.º  | Racing Club             | 41  | 33 | 18 | 5  | 10 | 66 | 42 | 24  |
| 8.º  | Sportivo Palermo        | 41  | 33 | 17 | 7  | 9  | 50 | 34 | 16  |
| 9.º  | Sportivo Barracas       | 41  | 33 | 17 | 7  | 9  | 56 | 39 | 17  |
| 10.º | River Plate             | 40  | 33 | 17 | 6  | 10 | 53 | 35 | 18  |
| 11.º | Estudiantes (LP)        | 40  | 33 | 15 | 10 | 8  | 69 | 46 | 23  |
| 12.º | Quilmes                 | 39  | 33 | 16 | 7  | 10 | 62 | 48 | 14  |
| 13.º | Argentino de Quilmes    | 36  | 33 | 14 | 8  | 11 | 55 | 45 | 10  |
| 14.º | Platense                | 36  | 33 | 14 | 8  | 11 | 40 | 46 | -6  |
| 15.º | Chacarita Juniors       | 35  | 33 | 11 | 13 | 9  | 57 | 48 | 9   |
| 16.º | San Fernando            | 35  | 33 | 12 | 11 | 10 | 55 | 48 | 7   |
| 17.º | Banfield                | 32  | 33 | 13 | 6  | 14 | 45 | 47 | -2  |
| 18.º | Argentinos Juniors      | 32  | 33 | 11 | 10 | 12 | 38 | 40 | -2  |
| 19.º | Barracas Central        | 31  | 33 | 11 | 9  | 13 | 54 | 56 | -2  |
| 20.º | Sportivo Buenos Aires   | 31  | 33 | 13 | 5  | 15 | 46 | 50 | -4  |
| 21.º | Almagro                 | 30  | 33 | 11 | 8  | 14 | 38 | 34 | 4   |
| 22.º | Liberal Argentino       | 27  | 33 | 9  | 9  | 15 | 40 | 47 | -7  |
| 23.º | Talleres (RdE)          | 27  | 33 | 10 | 9  | 14 | 30 | 38 | -8  |
| 24.º | Vélez Sarsfield         | 27  | 33 | 11 | 5  | 17 | 42 | 62 | -20 |
| 25.º | Gimnasia y Esgrima (LP) | 25  | 33 | 8  | 9  | 16 | 40 | 57 | -17 |
| 26.º | Argentino del Sud       | 24  | 33 | 9  | 6  | 18 | 42 | 67 | -25 |
| 27.º | Estudiantil Porteño     | 23  | 33 | 9  | 5  | 19 | 43 | 62 | -19 |
| 28.º | Excursionistas          | 22  | 33 | 8  | 6  | 19 | 40 | 69 | -29 |
| 29.º | Atlanta                 | 22  | 33 | 8  | 6  | 19 | 22 | 50 | -28 |
| 30.º | Defensores de Belgrano  | 21  | 33 | 8  | 5  | 20 | 22 | 58 | -36 |
| 31.º | Tigre                   | 21  | 33 | 9  | 3  | 21 | 35 | 76 | -41 |
| 32.º | San Isidro              | 20  | 33 | 6  | 8  | 19 | 39 | 80 | -41 |
| 33.º | Estudiantes (BA)        | 19  | 33 | 5  | 9  | 19 | 22 | 51 | -29 |
| 34.º | Porteño                 | 4   | 33 | 1  | 2  | 30 | 24 | 93 | -69 |

|  |                   |
|  | Zona de descenso. |

### Desempate por el trigésimo puesto
Defensores de Belgrano y Tigre terminaron ambos en la 30ª posición por lo que se debió jugar un desempate.
| Partido 1              | Partido 1 | Partido 1 | Partido 1         | Partido 1          | Partido 1 |
| Equipo 1               | Resultado | Equipo 2  | Estadio           | Fecha              |           |
| ---------------------- | --------- | --------- | ----------------- | ------------------ | --------- |
| Defensores de Belgrano | 1 - 1     | Tigre     | Sportivo Barracas | 5 de abril de 1928 |           |

| Partido 2              | Partido 2 | Partido 2 | Partido 2         | Partido 2          | Partido 2 |
| Equipo 1               | Resultado | Equipo 2  | Estadio           | Fecha              |           |
| ---------------------- | --------- | --------- | ----------------- | ------------------ | --------- |
| Defensores de Belgrano | 1 - 0     | Tigre     | Sportivo Barracas | 8 de abril de 1928 |           |

El ganador del desempate fue Defensores de Belgrano que quedó en la 30.ª posición relegando a Tigre al primer puesto de descenso.

## Descensos y ascensos
Ningún equipo descendió ya que Tigre, San Isidro, Estudiantes y Porteño se vieron beneficiados por las reglas que establecían que los 20 equipos que iniciaron la Asociación Amateurs de Football en 1919 debían ocupar dos veces puestos de descenso para perder la categoría. Con el ascenso de El Porvenir y Argentino de Banfield, el número de participantes del Campeonato de Primera División 1928 aumentó a 36.

## Goleador
| Jugador              | Jugador           | Goles | Equipo       |
| -------------------- | ----------------- | ----- | ------------ |
| Bandera de Argentina | Domingo Tarasconi | 32    | Boca Juniors |